# Leibniz war kein Butterkeks
Leibniz war kein Butterkeks. Den großen und kleinen Fragen der Philosophie auf der Spur. ist ein 2011 im Piper Verlag erschienenes Sachbuch des deutschen Philosophen Michael Schmidt-Salomon und seiner Tochter Lea Salomon. In dem Werk werden die allgemein für „groß“ erachteten philosophischen Fragen in Dialogform behandelt.

## Inhalt
Das 288 Seiten umfassende Werk ist angelehnt an die platonische Form der dialogischen Dialektik. Leibniz war kein Butterkeks gliedert sich in drei Teile. Der erste Teil geht der Frage nach einem Sinn des Lebens nach. Zudem werden die erkenntnistheoretischen Fragen Was können wir wissen? und Sind die Dinge so, wie sie uns erscheinen? gestellt. Verbunden mit der Frage, ob ein Gott existiert, die das Werk tendenziell verneint, ist die Frage nach der Vergänglichkeit und einem Leben nach dem Tod.
Der zweite Teil widmet sich möglichen Wegen, um persönliches Glück zu erreichen, wobei hierbei vor allem der Hedonismus zu nennen ist. Des Weiteren wird auf die Themen der Vernunft und des Stolzes eingegangen.
Im dritten Teil wird die moralische Frage, ob es legitim sei, Menschen zu töten, gestellt. Zugleich gibt Schmidt-Salomon, als Antwortender auf die Fragen seiner Tochter, einen hoffnungsvollen Blick auf die Zukunft, an den sein nachfolgendes Werk Hoffnung Mensch anknüpft.

## Kritik
Größter Kritikpunkt an dem Werk waren die vielen Füllwörter und Einblicke ins Privatleben der Autoren. So schrieb Hugo Gephard am 16. Februar 2011 für diesseits.de: „Diese vorliegende [philosophische Reise] hat ihre Schwächen, zumal der gewöhnungsbedürftige Ton der Einleitung, der mit Stilblüten und gehaltsleeren Interjektionen an eine innerfämiliäre Talkshow erinnert, in dem philosophischen Dialog von Vater und Tochter immer wieder auftritt.“
Ähnlich äußerte sich Markus C. Schulte von Drach am 8. April 2011 für die Süddeutsche Zeitung: „Dass man dabei mehr über das Privatleben des Philosophen erfährt, als man wissen möchte, mag manchen genauso stören wie die häufig eingestreuten Füllwörter wie ‚Äh...‘ oder  ‚Hey‘.“ Doch kam Schulte von Drach auch zu dem Schluss, dass Leser, denen dieser Umstand lästig sei, „sich dann eben doch auf den Weg in die Bibliothek machen“ müssten.
Ein weiterer Kritikpunkt Gephards war der fehlende Anhang: „Keine Anmerkungen, kein Register, keine Literaturangaben. Stattdessen ein Bild von Vater und Tochter mit dem Verweis auf die Website zum Buch, wo selbiges zu finden sei. Lieber Verlag, wenn wir uns schon den Luxus erlauben, mit Hilfe eurer Bücher über den Sinn oder Unsinn des Lebens nachzudenken, bitte leistet euch und uns den Luxus, auch alles zu drucken, was zu einem ernst zu nehmenden Buch gehört!“
Allgemein bewerteten jedoch beide Autoren das Werk positiv. So schrieb Schulte von Drach: „Seine Tochter, der dieser Hintergrund nach eigenen Angaben fehlt, stellt zwar viele wichtige und richtige Fragen. Doch die Antworten ihres Vaters kann sie natürlich nicht so weitgehend hinterfragen, wie es Philosophen und Theologen täten.
Doch [...] stehen die Kritiker von Schmidt-Salomon selbst in der Pflicht, so verständlich und nachvollziehbar ihr Weltbild demjenigen von Schmidt-Salomon gegenüberzustellen. [...] Wer verstehen will, wie und warum man zu solchen Überzeugungen kommt wie den seinen, dem macht er es hier leicht, indem er sich bei den Gesprächen mit seiner Tochter vom Leser gewissermaßen belauschen lässt.“
Gephard drückte sein Lob wie folgt aus: „Wie Menschen den Sinn des Lebens finden, ob die Existenz eines Gottes wahrscheinlich oder inwiefern das Töten von Säugetieren ethisch zu verantworten ist, solche Fragen werden unterhaltsam und strukturiert diskutiert. Auch die aus anderen Publikationen von Schmidt-Salomon bekannte, unkonventionell-provokative Art der Argumentation fehlt nicht; so wie er sich auch nicht scheut, seine humanistische Haltung und sein naturalistisches Weltbild einfließen zu lassen.“
Für religiöse Medien war vor allem der humanistische Tenor des Werkes ein Kritikpunkt. Verdeutlicht wird dies am Beispiel des katholischen Borromäusvereines:„Die Lust an der Lektüre dieses durchaus unterhaltsamen Gesprächs wird dem christlich orientierten Zeitgenossen allerdings durch einen durchgehend anti-religiösen Einschlag verleidet, der auch vor schön klingenden Phrasen nicht zurückschreckt [...]. Für die katholische Büchereiarbeit daher nicht geeignet.“